# Joseph Forlenze

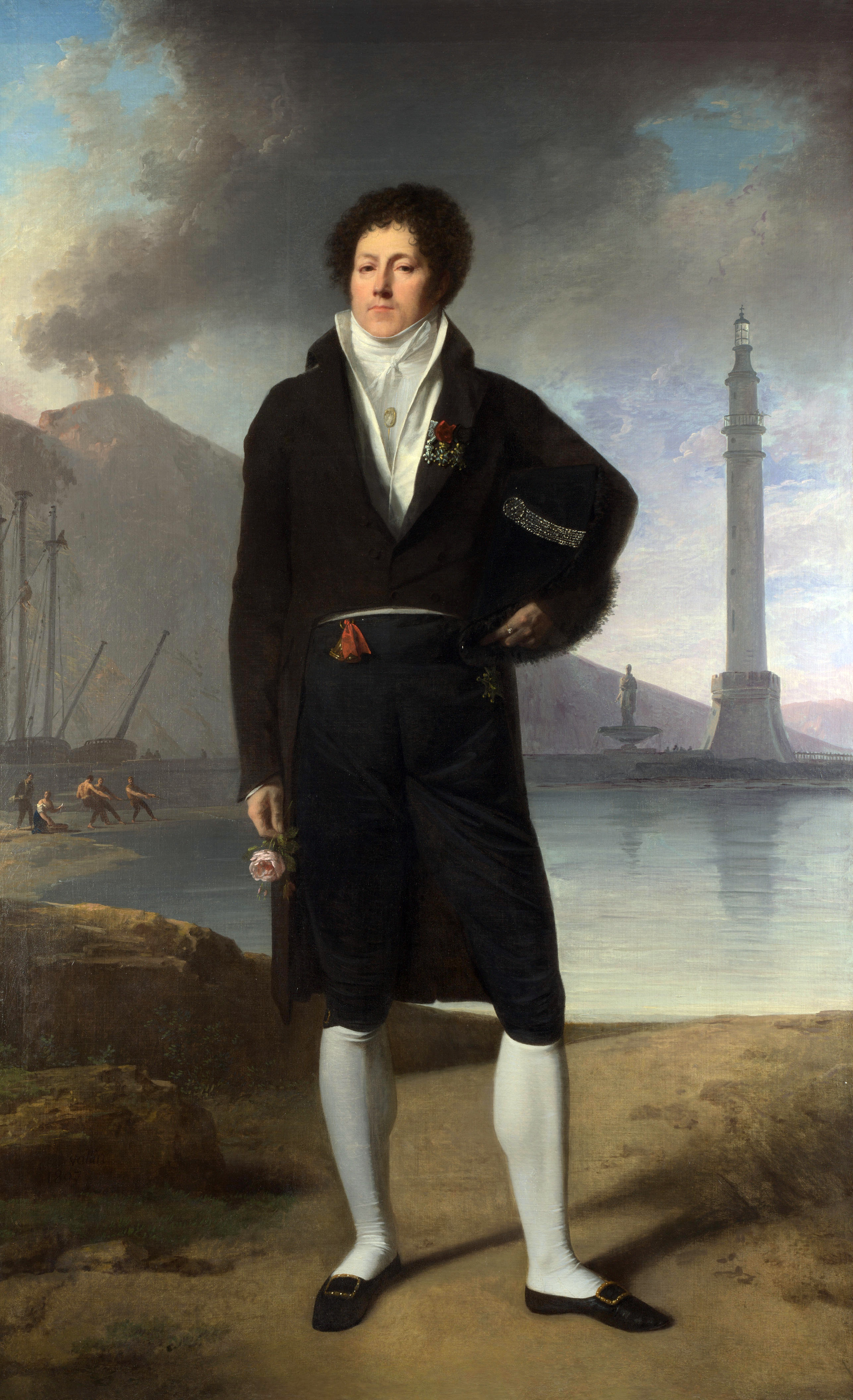
Joseph-Nicolas-Blaise Forlenze,
Porträt von Jacques Antoine Vallin

Joseph-Nicolas-Blaise Forlenze (* 3. Februar 1757 in Picerno, Italien; † 22. Juli 1833 in Paris, Frankreich; geboren als Giuseppe Nicolò Leonardo Biagio Forlenza) war ein italienischer Augenarzt und Chirurg. Er wird als einer der wichtigsten Augenärzte des 18. und 19. Jahrhunderts bezeichnet. Besonders in Frankreich war er während des Ersten Kaiserreichs für seine Kataraktoperationen bekannt.

## Leben
Forlenze wurde in Picerno (Basilikata, zu dieser Zeit Teil des Königreich Neapels) in einer Arztfamilie geboren. Seine Eltern waren Felice und Vita Pagano. Sein Vater Felice und seine Onkel Sebastiano und Giuseppe waren Handwerkschirurgen der adeligen Familie Capece Minutolo aus Ruoti. Nachdem er seinen Katechismus zu Ruoti studiert hatte, zog er nach Neapel um, wo er sein Chirurgiestudium begann. In Frankreich setzte er dieses unter Pierre-Joseph Desault fort, mit dem er sich anfreundete, und dessen Mitarbeiter er in den gemeinsamen Anatomiestudien wurde.
Anschließend zog Forlenze nach England, wo er zwei Jahre verbrachte, und sein Wissen im St George’s Krankenhaus in London, damals unter Führung John Hunters, erweiterte. Er reiste auch in die Niederlande und nach Deutschland. Nach seiner Rückkehr nach Frankreich begann er, als Augenarzt zu arbeiten. Er unterschied zwischen verschiedenen Augenkrankheiten und stellte diese mittels Wachsmasken dar.
1797 führte er in Gegenwart eines Ausschusses vom Institut und einigen Regierungsmitgliedern sowie französischen und ausländischen Wissenschaftlern eine Augenoperation in einem Altenheim in Paris durch. 1798 wurde er Chirurg am Hôtel des Invalides und Hôtel-Dieu (Paris), wo er viele bemerkenswerte Eingriffe machte.
Forlenze heilte Soldaten aus Napoleons Armee, die von der Ägyptischen Expedition mit schweren Augenkrankheiten zurückkehrten. Er heilte auch bekannte Persönlichkeiten wie Jean-Étienne-Marie Portalis, Minister für religiöse Angelegenheiten, und den Dichter Ponce Denis Lebrun, dem er das Augenlicht eines Auges wiederherstellte, das seit zwölf Jahren von einer Katarakt bedeckt gewesen war. Lebrun widmete ihm einen Vers in seiner Ode namens Les conquêtes de l’homme sur la nature (die Eroberung der Natur durch den Menschen). Napoleon ernannte ihn mit einem Königlichen Dekret zum „chirurgien oculiste der Lyceen, der Hospize und sämtlichen Freien Wohlfahrtspflegen des Reichs“. Infolgedessen wurde Forlenze in die Provinzen geschickt, um dort als Augenarzt zu praktizieren.
Seine Errungenschaften verbreiteten sich bis nach Italien, wo er umsonst in Städten wie Turin und Rom operierte. In Rom heilte er den Kardinal Doria und wurde öffentlich von Caroline de Bourbon geehrt. Seine Schrift Considérations sur l'opération de la pupille artificielle (1805) wird als eines der wichtigsten medizinischen Werke der Zeit geschätzt. Forlenze starb am 22. Juli 1833 an einem Schlaganfall im Café de Foy in Paris, wo er öfter seine Abende verbrachte.

## Schriften
- Considérations sur l'opération de la pupille artificielle, 1805
- Notice sur le développement de la lumière et des sensations dans les aveugles-nés, à la suite de l'opération de la cataracte, 1817

## Ehren
- Ehrenlegion, Ritter[1]
- Order of St. Michael and St. George, Ehrenmitglied[5]